# Justice (album Rev Theory)
| Recensione    | Giudizio |
| ------------- | -------- |
| Allmusic      |          |
| Sputnik Music | 2.5/5    |

Justice è il terzo album in studio del gruppo statunitense Rev Theory, pubblicato il 15 febbraio 2011 dalla Interscope Records. Il primo singolo estratto dall'album, intitolato anch'esso Justice, venne pubblicato su iTunes il 25 febbraio 2010.

## Tracce
1. Dead in a Grave – 3:59
2. Justice – 3:19
3. Hangman – 3:19
4. The Fire – 4:09
5. Loaded Gun – 3:20
6. Guilty by Design – 3:53
7. Enemy Within – 3:45
8. Wicked Wonderland – 3:45
9. Say Goodbye – 3:51
10. Never Again – 4:40
11. Hollow Man – 4:07
12. Justice (Remix) (feat. Jonathan Davis) – 3:31 – Traccia nascosta

## Classifiche
| Classifica                | Posizione massima |
| ------------------------- | ----------------- |
| Stati Uniti               | 75                |
| Stati Uniti (alternative) | 11                |
| Stati Uniti (hard rock)   | 5                 |
| Stati Uniti (top rock)    | 20                |